# Salvador Terra Medina
Salvador Terra Medina, també conegut com a Salva Terra (Tortosa, 30 de setembre de 1970), és un exfutbolista català que ocupava la posició de defensa.

## Trajectòria
Comença a destacar a les files del CE Castelló, amb qui debuta a primera divisió a la temporada 90/91, en la qual disputa un sol partit. Després de ser cedit al Tomelloso, retorna al conjunt de la Plana, ara a Segona Divisió, on és titular, tot jugant 27 partits la temporada 92/93 i 21 a la següent, en la qual el Castelló baixa a Segona B.
Acabà la seva carrera a Segona B amb el Llevant UD.